# Zubogy
Zubogy is een plaats (község) en gemeente in het Hongaarse comitaat Borsod-Abaúj-Zemplén. Zubogy telt 590 inwoners (2005).